# Truncatelloidea
Truncatelloidea is een superfamilie van weekdieren uit de klasse van de Gastropoda (slakken).

## Families
- Amnicolidae Tryon, 1863
- Anabathridae Keen, 1971
- Assimineidae H. Adams & A. Adams, 1856
- Bithyniidae Gray, 1857
- Bythinellidae Locard, 1893
- Caecidae Gray, 1850
- Calopiidae Ponder, 1999
- Clenchiellidae D. W. Taylor, 1966
- Cochliopidae Tryon, 1866
- Elachisinidae Ponder, 1985
- Emmericiidae Brusina, 1870
- Epigridae Ponder, 1985
- Falsicingulidae Slavoshevskaya, 1975
- Helicostoidae Pruvot-Fol, 1937
- Hydrobiidae Stimpson, 1865
- Hydrococcidae Thiele, 1928
- Iravadiidae Thiele, 1928
- Lithoglyphidae Tryon, 1866
- Lithoglyphulidae Radoman, 1973
- Moitessieriidae Bourguignat, 1863
- Pomatiopsidae Stimpson, 1865
- Stenothyridae Tryon, 1866
- Tateidae Thiele, 1925
- Tomichiidae Wenz, 1938
- Tornidae Sacco, 1896 (1884)
- Truncatellidae Gray, 1840
- Vitrinellidae Bush, 1897